# 利欣加
利欣加（葡萄牙語：Lichinga）是位於莫桑比克北部利欣加海峡沿岸的一座城市，人口112,000（1997年）。